# 국제 중학교
국제 중학교(國際 中學校)는 글로벌 인재를 육성하기 위해 만들어진 중학교이다.

## 개요
본래 국제 중학교는 귀국 학생들이 국내 학교에서 적응과 조기유학의 수요를 국내에서 흡수하기 위해 만든 중학교이며, 1998년에 개교한 부산국제중학교가 그 시초이다. 이후, 2006년에는 청심국제중학교가 문을 열었으며, 2009년에는 대원국제중학교와 영훈국제중학교가 일반 중학교에서 국제 중학교로 전환되었다. 2018년 선인국제중학교가 개교하였다

## 논란

### 서울특별시교육청의 국제중 신규 지정 논란
2008년, 서울특별시교육청은 급증하는 조기유학의 수요를 국내에서 흡수할 수 있다는 점을 이용해, 영훈중학교와 대원중학교를 국제 중학교으로 지정하였다. 하지만, 중학교 입시가 다시 부활할 수 있다는 우려의 목소리가 나오기도 하였다.

### 뛰어난 입시실적
국제 중학교는 일반 중학교와 차별화되어있고, 수준 높은 수업이 이루어지다 보니 초등학생들 학부모 사이에서 인기가 높은 편이다. 국제 중학교는 일반 중학교에 졸업생의 특수목적 고등학교 및 자율형 사립 고등학교 진학 실적이 일반 중학교에 비해 월등히 높다.

### 영훈국제중학교 입학·편입 비리 사건
2013년, 삼성전자의 이재용 부회장의 아들이 영훈국제중학교에 사회적 배려대상자 전형으로 입학하자, 사람들이 부정한 방법으로 입학하지 않았냐는 소문이 퍼지기 시작했다. 이때부터 국제 중학교의 입시 비리에 대한 의혹이 불기 시작했다.
이러한 의혹이 퍼지자, 검찰은 영훈국제중학교에 대해 압수수색을 진행하였다. 수사를 진행하면서 비리가 행해졌다는 정황이 포착되었다. 수사를 진행한 결과, 영훈국제중학교는 서류 평가를 보는 사회적 배려대상자 전형에서 특정 학생을 합격시키기 위해, 객관적 점수만으로 합격하지 못하는 학생들에게 자기계발 계획서 같은 주관적 평가에서 만점을 주었고, 그렇지도 못하면 다른 학생의 점수를 깎아서 특정 학생을 합격시킨 사실이 밝혀졌으며, 일반전형에서도 특정 초등학교 학생들을 합격시키는 등 여러 비리를 저지른 사실이 밝혀졌다. 편입 과정에서도 학생에게 거액의 돈을 받고 편입시켜 준 사실도 밝혀졌다. 이로 인하여, 해당 학교법인 이사장은 구속되고, 교감이 자살하는 초유의 사태가 벌어졌다. 또한, 영훈국제중학교와 마찬가지로 대원국제중학교에 대해서도 비리가 있었다는 의혹이 제기되면서, 수사를 진행하였다. 그러다가 2013년 10월, 영훈국제중학교에 특정 학생을 입학시키기 위해 성적 조작을 지시하고 그 대가로 학부모로부터 돈을 받은 혐의(배임수재 등)로 구속 기소된 영훈학원 이사장 김하주에게 징역 6년이 구형됐다.
입시비리와 귀족학교라는 논란이 점점 커지자, 아예 국제 중학교를 폐지하자는 목소리가 곳곳에서 나오고 있다. 이에 대해, 서울특별시교육청은 2015년부터 국제 중학교 학생을 전원 추첨하기로 약속하였고, 각 교육청마다 사회적 배려 대상자 전형에 손질을 하였다. 하지만 여전히 국제 중학교를 폐지해야 한다는 주장이 있어, 국제 중학교의 존재에 대한 논란은 지금도 계속 진행되고 있다. 또한 정부와 교육청 차원에서도 상시 취소를 할 수 있다고 하나, 이것 또한 의견이 분분하다.

## 관련 방송
- SBS 그것이 알고싶다 : 수상한 배려 - 귀족학교 반칙 스캔들 (2013년 6월 22일 방영)

## 같이 보기
- 대한민국의 중학교
- 국제고등학교
- 외국인학교
- 무즙 파동, 창칼 파동